# گارانتا دو نورته
گارانتا دو نورته (به پرتغالی: Guarantã do Norte) یک منطقهٔ مسکونی در برزیل است که در ماتو گروسو واقع شده‌است. گارانتا دو نورته ۳۶٬۱۳۰ نفر جمعیت دارد.